# 普魯爾阿
普魯爾阿（西班牙語：Purulhá），是危地馬拉的城鎮，位於該國中部，由下維拉帕斯省負責管轄，面積248平方公里，海拔高度2,006米，2002年人口33,366，人口密度每平方公里134.54人。